# Drimia namibensis
Drimia namibensis är en sparrisväxtart som först beskrevs av Anna Amelia Obermeyer, och fick sitt nu gällande namn av John Charles Manning och Peter Goldblatt. Drimia namibensis ingår i släktet Drimia och familjen sparrisväxter. IUCN kategoriserar arten globalt som livskraftig.
Artens utbredningsområde är Namibia. Inga underarter finns listade i Catalogue of Life.